# Crowborough
Crowborough est une ville du district de Wealden, dans le Sussex de l'Est, en Angleterre. Elle est située dans le Weald, non loin de la forêt d'Ashdown, et compte 19 794 habitants (2009).
L'auteur Arthur Conan Doyle a vécu plusieurs années à Crowborough, et y est mort en 1930.
Dans les années 1970, le manager Tony Stratton-Smith y possédait une maison, Luxford House, où venaient parfois enregistrer les groupes qu'il manageait, notamment Genesis et Van der Graaf Generator.
L'actrice Cate Blanchett y emménage avec sa famille en 2015.

## Jumelages
- Montargis (France), le 22 mai 1967.
- Horwich (Royaume-Uni)

## Personnalités
P. H. Newby (1918-1997), écrivain et homme de radio.